# ماريان روزنبرغ
ماريان روزنبرغ (بالألمانية: Marianne Rosenberg)‏ هي كاتبة غنائية ومغنية ألمانية، ولدت في 10 مارس 1955 في برلين في ألمانيا.

## وصلات خارجية
- الموقع الرسمي
- ماريان روزنبرغ على موقع IMDb (الإنجليزية)
- ماريان روزنبرغ على موقع ألو سيني (الفرنسية)
- ماريان روزنبرغ على موقع ميوزك برينز (الإنجليزية)
- ماريان روزنبرغ على موقع أول موفي (الإنجليزية)
- ماريان روزنبرغ على موقع أول ميوزيك (الإنجليزية)
- ماريان روزنبرغ على موقع ديسكوغز (الإنجليزية)
- ماريان روزنبرغ على موقع قاعدة بيانات الفيلم (الإنجليزية)
- ماريان روزنبرغ على موقع كينوبويسك (الروسية)